# El último mohicano
El último mohicano, a veces también traducido como El último de los mohicanos (título original en inglés, The Last of the Mohicans: A Narrative of 1757), es una novela histórica del autor estadounidense James Fenimore Cooper, publicada por vez primera en febrero de 1826. Es el segundo libro de la pentalogía Leatherstocking Tales y el más conocido. The Pathfinder, publicado 14 años después en 1840, es su secuela.
La historia se desarrolla en el año 1757, durante la guerra franco-india (la guerra de los Siete Años), cuando Francia y Gran Bretaña combatieron por el dominio de las colonias de Norteamérica. Durante esta guerra, los franceses recabaron la ayuda de tribus nativas americanas para luchar contra los más numerosos colonos británicos en esta región.
Cooper llamó a uno de sus principales personajes Uncas por el jefe principal (sachem) de la tribu mohegan que había sido aliada de los ingleses durante el siglo XVII en Connecticut. El autor parece confundir o fusionar los nombres de dos tribus, los mohegan y los mahican o mohicanos. Después de la muerte de John Uncas en 1842, el último descendiente masculino de Uncas, el periódico Newark Daily Advertiser escribió «Last of the Mohegans Gone», lamentando la extinción de la tribu. El escritor no se percató de que el pueblo mohegan aún existía. Siguen sobreviviendo hoy y son una tribu reconocida federalmente con sede en Connecticut. Los mahican vivían en el valle del río Hudson y siguen sobreviviendo hoy como un tribu indígena o nativa reconocida federalmente como la comunidad Stockbridge-Munsee en Wisconsin.
La novela fue una de las más populares en inglés en su época, aunque los críticos identificaron fallos narrativos. Su largura y su estilo formal de prosa han limitado su atractivo para lectores posteriores, aunque El último mohicano sigue siendo muy leída en cursos de literatura de Estados Unidos.
El personaje Chingachgook dice la frase de la que se saca el título, cuando dice: «Cuando Uncas siga mis pasos, no quedará ya nadie de la sangre de los sagamores, pues mi hijo es el último de los mohicanos.» También se menciona el título hacia el final del libro, cuando Tamenund dice: «He vivido para ver al último guerrero de la sabia raza de los mohicanos».

## Trasfondo histórico
La historia se desarrolla durante la guerra de los Siete Años. Este conflicto, que duró desde 1756 hasta 1763, involucró a las principales potencias europeas de la época. Se produjeron entre 900 000 y 1 400 000 muertos y acabó con un cambio sustancial en el equilibrio de poder y territorios de varios de los participantes. También conocida como la guerra franco-india, el teatro norteamericano de este conflicto se desarrolló entre colonos británicos y fuerzas coloniales, y las fuerzas realistas francesas junto con diversas fuerzas nativas americanas aliadas con ellos. La guerra se combatió principalmente a lo largo de las fronteras entre las colonias británicas de Virginia a Nueva Escocia.
En la primavera de 1757, el teniente coronel George Monro se convirtió en comandante de la guarnición del Fuerte William Henry, ubicado en el Lago George, en la provincia de Nueva York. A principios de agosto de ese año, el mayor general Louis-Joseph de Montcalm y 7000 hombres asediaron el fuerte. El 2 de agosto el general Webb, que mandaba en la zona desde su base en Fort Edward, envió a 200 regulares y 800 hombres de la milicia de Massachusetts a reforzar la guarnición en William Henry. En la novela, esta es la columna de relevo en la que viajan las hijas de Monro.
Monro envió mensajeros al sur, a Fort Edward el día 3, pero Webb rechazó enviar a ninguno de sus 1600 hombres hacia el norte, debido a que todos estaban entre los franceses y Albany. Escribió a Munro el 4 de agosto diciéndole que debía negociar los mejores términos posibles; esta comunicación fue interceptada y entregada a Montcalm. En la versión de Cooper, esta misiva fue llevada por Hawkeye cuando él, y la carta, caen en manos francesas.
El 7 de agosto Montcalm envió a hombres al fuerte bajo bandera de tregua para entregar el mensaje de Webb. Para entonces, los muros del fuerte habían sufrido una brecha, mucho de su armamento era inútil y la guarnición había sufrido bajas relevantes. Después de otro día de bombardeo por los franceses, Munro alzó la bandera blanca y estuvo conforme en rendirse bajo palabra.
Cuando comenzó la retirada, algunos de los aliados indios de Montcalm, enojados por perder una oportunidad de saqueo, atacaron la columna británica. El relato de Cooper del ataque y lo que pasó después es exagerado y algo inexacto. Una reconstrucción detallada de la acción y sus consecuencias indica que el recuento final de británicos desaparecidos y muertos va de 69 a 184, aunque más de 500 británicos fueron hechos prisioneros.

## Trama
La acción se desarrolla en Estados Unidos, durante la guerra franco-india. El comandante inglés Munro, al ver en peligro su fortín por el avance de las tropas francesas al mando de Montcalm, pide el envío de refuerzos. Le mandan mil quinientos hombres, además de las dos hijas de Munro, Alicia y Cora, a quienes acompaña el mayor Heyward, prometido de Cora. Estos últimos y algunos soldados toman un atajo para llegar antes, para lo cual se sirven del guía indio Magua, jefe de los hurones. Pero una vez Munro había mandado azotar a Magua. El indio entonces, para vengar aquella ofensa, hace internar al pequeño grupo a su cargo en el bosque, donde están al acecho sus indios, aliados de los franceses. Pero se encuentran con el cazador Ojo-de-Halcón y su amigo mohicano Unkas, el último de los mohicanos, ambos enemigos mortales de los hurones, y salvan a los ingleses de caer en la trampa. Después de otros incidentes guerreros, el grupo logra llegar al fortín de Munro, sitiado ya por los franceses. Finalmente éstos vencen. A los ingleses sobrevivientes se les rinden honores; pero nuevamente atacan los hurones y en medio de la matanza hacen prisioneras a Alicia y Cora. Munro y sus hombres tratan de rescatarlas pero son inútiles todos sus intentos y Alicia es asignada a Magua como botín de guerra.
Los ingleses, ayudados por la tribu de los delaware, luchan contra los hurones y los aniquilan. Uno de los secuaces de Magua mata a Cora, y, finalmente el mismo Magua mata a Unkas, «el último de los mohicanos», quien a su vez muere a manos de Ojo-de-Halcón. Cora y Unkas son enterrados juntos.
Es ésta la obra más popular de Cooper, una clásica novela de aventuras entre los pieles rojas. Por momentos, su prosa adquiere vuelos genuinamente poéticos, por ejemplo al dar el final de Unkas; y a pesar de que sus personajes están idealizados románticamente, siempre son auténticos, igual que el ambiente natural y sus moradores.

## Estilo y temas
El tema más conocido de la novela de Cooper es la tristeza que todos los personajes sienten por la raza en extinción de los nativos americanos. Cuando Uncas muere su padre Chingachgook no sólo lamenta la pérdida de un miembro de su familia, sino la extinción de toda su tribu para siempre.
Otro tema importante es el papel de las mujeres en el proceso de dominar la frontera. A lo largo de la novela, Natty se refiere a Alice y Cora como «las dulces» y considera su seguridad como lo principal por encima de cualquier otro objetivo, incluso la venganza contra sus odiados enemigos. Tanto Alice como Cora, cada una a su manera, intentan enseñar a los personajes masculinos los valores de la misericordia, la dulzura y la compasión. El hecho de que Alice, en particular, no esté preparada para la vida de frontera, es algo que a menudo se afirma con un fin humorístico. Alice pide que se la despierte a una hora «civilizada» o ansía una «civilizada» taza de chocolate, lo que se pretende que entretenga pero también lleva al lector al conflicto básico de la novela.
Mientras Cooper ve el triunfo de la civilización como inevitable, otro tema recurrente es lo rápido que la civilización da paso a lo salvaje en la profundidad de la espesura apartada de los caminos. Cuando Alice y Cora oyen lobos aullando cerca por vez primera, ambas quedan inicialmente aterradas. Pero mientras que la dulce e inocente Alice rápidamente se duerme para soñar con prados tranquilos, la más aventurera Cora permanece despierta y escucha la llamada de lo salvaje, encontrándolo de manera extraña emocionante. Cooper parece sentir que hay un resto de salvajismo en toda la humanidad, y que poca gente acaba estando plenamente civilizada.
Los lectores modernos a menudo encuentran difícil el estilo novelístico de Cooper. El autor frecuentemente recurre a frases y palabras largas para describir acciones simples. Después de un día de duro viaje, se describe a las agotadas damas «descansando» más que durmiendo, y «fatigadas» más que cansadas. Cooper también dedica largos pasajes descriptivos a efectos escénicos, y también a la apariencia de determinados personajes, como la manera en que la luz del sol ilumina el oro en el cabello de Alice.
Cooper a menudo usa más de un nombre para muchos de los personajes y grupos de gente. Por ejemplo, Nathaniel Bumppo se llama a sí mismo Natty. Los mohicanos lo llaman Hawkeye («Ojo de halcón»), y los franceses y sus aliados hurones usan el término La Longue Carabine (fusil largo) tanto para Bumppo como su fusil, Killdeer. A los iroqueses se los llama maquas y mingos, y a los delaware se los conoce también como los Leni-Lenape.
Otro rasgo es las detalladas y amplias descripciones que Cooper hace de los lugares, algunos de los cuales le eran familiares, los personajes y los acontecimientos.

## Personajes
- Magua (ma-gwah) – el malo de la obra; un jefe hurón expulsado de su tribu por borracho y más tarde azotado por el ejército británico (también por ebriedad), de lo que él echa la culpa al coronel Munro. También conocido como «Le Renard Subtil» o «Zorro Astuto».
- Chingachgook (chin-GATCH-gook) – último jefe de la tribu mohicana; escolta a las viajeras hermanas Munro, es el padre de Uncas. Palabra Unami Delaware que significa «Gran Serpiente»[7]
- Uncas – el hijo de Chingachgook y el «último de los mohicanos» que da nombre al libro (significando el último nacido con pura sangre mohicana).[8]
- Natty Bumppo / Hawkeye – Oeil de Faucon; un hombre de frontera que, por un encuentro casual en el bosque, se convierte en escolta de las hermanas Munro. También conocido de los indios y de los franceses como «La Longue Carabine» debido a su largo fusil y su habilidad como tirador.
- Cora Munro – hija del coronel Munro, morena. Cora es seria e inteligente, así como tranquila a la hora de enfrentarse al peligro. Munro conoció y se casó con su madre en las Indias Occidentales y era una mulata,[9] medio blanca medio africana del Caribe. En la novela, a Cora la llaman cuarterona en un determinado momento.[10]
- Alice Munro – medio hermana de Cora, rubia, es alegre, juguetona y llena de atractivo femenino. Hija de Alice Graham, el amor de la vida de Munro cuando él era joven, pero con la que él no se pudo casar hasta un momento muy posterior de su vida.
- Coronel Munro – padre de las hermanas, un coronel del ejército británico al mando del Fuerte William Henry.
- Duncan Heyward – un mayor del ejército británico de Virginia que se enamora de Alice Munro.[11][12]
- David Lagamme – un salmista (profesor de canto de salmos) también conocido como «el maestro de canto» debido al hecho de que canta en cada momento.
- General Daniel Webb – oficial superior del coronel Munro, originalmente ubicado en Albany, quien posteriormente asume el mando en Fort Edward (desde donde él no puede o no quiere ir en ayuda del coronel Munro cuando los franceses asedian el fuerte William Henry).
- General Marqués de Montcalm – el comandante en jefe francés, al que los hurones y otros aliados indios de los franceses llaman «El gran padre blanco de los Canadas».
- Tamenund – un anciano, sabio, y reverenciado indio delaware que ha sobrevivido a tres generaciones de guerreros. Es el «sachem» de los delaware.

## Desarrollo
Según Susan Fenimore Cooper, la hija mayor del autor, Cooper concibió la idea de este libro por vez primera en una visita en 1825 a los Adirondacks, acompañando a un grupo de caballeros ingleses. El grupo pasó por las Catskills, una zona con la que ya estaba familiarizado Cooper, y sobre la que había escrito en su primera novela presentando a Natty: The Pioneers. Fueron luego al lago George y Glen's Falls. Los viajeros quedaron muy impresionados con las cuevas detrás de las cascadas, y un miembro del grupo sugirió que «esta es la verdadera escena para un romance». Susan Cooper dice que la persona que hizo esta sugerencia fue Edward Smith-Stanley, 14.º Conde de Derby, más tarde líder del Partido conservador y tres veces primer ministro del Reino Unido. Cooper prometió a Stanley «que debía escribirse de verdad un libro, en el que estas cuevas tuvieran su lugar; entonces le vino a la cabeza la idea de un romance esencialmente indio».
Cooper empezó a trabajar en la novela inmediatamente, mientras pasaba el verano con su familia en un cottage perteneciente a un amigo, situado en la orilla de Long Island del Sound, frente a la isla de Blackwell, no lejos de Hallett's Cove (la zona es actualmente parte de Astoria). Escribió con rapidez y lo terminó en el espacio de tres o cuatro meses, aunque sufrió una seria enfermedad que parece haber sido provocada por un golpe de calor, poco después de empezar el libro. En un determinado momento de su enfermedad, incapaz de ponerse a escribir él mismo, dictó el esquema de la lucha entre Magua y Chingachgook, que forma un componente principal del capítulo 12.º, a su esposa, quien pensaba que él estaba delirando.
En la novela, Hawkeye llama al lago George el «Horican». Cooper sintió que lago George era demasiado sencillo, mientras que el nombre francés, Le Lac du St. Sacrament, era «demasiado complicado». Encontró el término Horican en un viejo mapa de la zona, un nombre francés para una tribu nativa que había vivido en el pasado en aquella zona.
Cooper creció en la ciudad de frontera fundada por su padre, pero Susan Cooper señala que de joven tuvo pocas oportunidades de encontrarse con indios americanos, o de hablar con ellos: «ocasionalmente, alguna pequeña partida de oneidas, u otros representantes de las cinco naciones, se cruzaban en su camino en el valle de Susquehanna, o en las orillas del lago Ontario, donde servía como guardiamarina en la Armada». Leyó las fuentes disponibles en aquella época, Heckewelder, Charlevoix, William Penn, Smith, Elliot, Colden, Lang, Lewis y Clark y MacKenzie. En la época en que estaba escribiendo, eran frecuentes delegaciones de tribus occidentales en Washington, y se esforzó en visitar estos grupos cuando pasaban por Albany y Nueva York, incluso los siguió hasta Washington en varias ocasiones, para observarlos durante más tiempo. También habló con oficiales e intérpretes que los acompañaban.

## Recepción crítica
La novela se publicó por vez primera en 1826 por Messrs. Carey & Lea, de Filadelfia. Según Susan Fenimore Cooper, su éxito fue «mayor que ningún otro libro procedente de la misma pluma» y «en Europa el libro produjo un efecto bastante alarmante».
Las novelas de Cooper eran populares, y se vendían en grandes cantidades, pero los críticos a menudo no eran tan positivos, o incluso desdeñosos. Por ejemplo, la London Magazine (mayo de 1826) llamó a la novela «claramente y con mucho la peor de las producciones del señor Cooper».
Es famosa la ridiculización que Mark Twain hizo de James Fenimore Cooper en Fenimore Cooper's Literary Offenses, un artículo publicado en North American Review (julio de 1895). La principal queja de Twain es lo que considera una falta de variedad estilística de Cooper, junto con su verborrea. En el artículo, Twain reescribe una pequeña sección de El último mohicano y sostiene que Cooper, «el generoso derrochador», usó cien palabras de más innecesarias en la versión original. Se convirtió en un crítico extremadamente franco, no sólo de otros autores, sino también de otros críticos, sugiriendo que antes de alabar la obra de Cooper, los profesores Loundsbury, Brander Matthes y Wilkie Collins «tenían que haber leído algo de él».
Releyendo el libro él mismo con el propósito de una reedición en sus últimos años, el propio Cooper puso de relieve algunas inconsistencias de la trama y la caracterización, particularmente el personaje de Munro, pero observó que en general el libro conservaba «cierto interés para el lector, puesto que podía entretener incluso al escritor, quien había olvidado en gran medida los detalles de su propia obra».

## Legado
El último mohicano ha sido la obra más popular de James Fenimore Cooper, y se ha mantenido como una de las novelas más leídas del mundo entero, y ha influido en la manera en que muchos ven tanto a los indios norteamericanos como el período de frontera en la historia de los Estados Unidos. La imagen idealizada del hombre de frontera fuerte, audaz y siempre ingenioso (como Natty Bumppo), así como el noble «piel roja», estoico y sabio (como Chingachgook), deriva de la caracterización de Cooper más que de ninguna otra fuente. Y la frase «el último de los mohicanos» ha pasado a usarse a menudo proverbialmente para referirse al único superviviente de una raza o un tipo noble, y no solamente en inglés sino también en español.

## Adaptaciones

### Cine
Una serie de películas se han basado en este libro tan largo, con numerosos cortes, compresiones y distorsiones de la historia. Las secciones que se suelen eliminar en las versiones cinematográficas de El último mohicano son extensas partes referidas a los indios en sí, confundiendo así el propósito de Cooper. Más aún, se generan relaciones románticas entre los personajes principales, que en la novela son mínimas o inexistentes, y los papeles de algunos de los personajes son alterados, lo mismo que los acontecimientos.
De Estados Unidos proceden las siguientes versiones fílmicas:

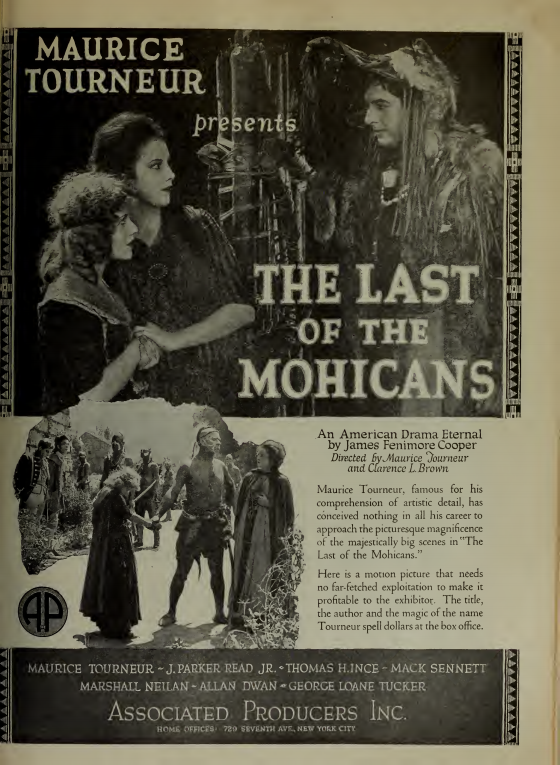
Anuncio de la película de 1920 en Film Daily.

- Una versión muda del año 1912 protagonizada por James Cruze.
- The Last of the Mohicans (1920), protagonizada por Wallace Beery. Esta película de 1920 ha sido catalogada como «culturalmente significativa» por la Biblioteca del Congreso y seleccionada para ser conservada en el National Film Registry de los Estados Unidos.
- The Last of the Mohicans (1932), protagonizada por Harry Carey.
- The Last of the Mohicans (1936), protagonizada por Randolph Scott y Bruce Cabot.
- The Last of the Mohicans (1992), protagonizada por Daniel Day-Lewis y dirigida por Michael Mann. Se basó, según Mann, más en la versión filmada de 1936 que en el libro de Cooper. Muchas de las escenas de la película de 1992 no aparecen en el libro; en particular, algunos personajes que sobreviven a los acontecimientos de la novela mueren en la película, y a la inversa. Por ejemplo, el coronel Munro, muerto en la película por Magua durante la evacuación de Fort William Henry, vive en la novela y ayuda en la búsqueda de sus hijas; Chingachgook mata a Magua en la película, mientras que en la novela es Hawkeye quien lo mata; y Cora es la hija que sobrevive, en lugar de Alice.

Una versión española de la obra, dirigida por Mateo Cano en 1963 y protagonizada por Daniel Martín y Jack Taylor, llamada Uncas, el fin de una raza, es una de las adaptaciones más fieles a la pantalla de la novela original de Cooper.
En Alemania, Der Letzte der Mohikaner, con Béla Lugosi como Chingachgook, fue la segunda parte de la película de dos partes Lederstrumpf, lanzada en 1920. Basada en la misma serie de novelas, Chingachgook die Grosse Schlange (Chingachgook la Gran Serpiente), protagonizada por Gojko Mitic como Chingachgook, apareció en Alemania Oriental en 1967, y se convirtió en popular por todo el bloque del Este.

### Drama escénico
Desde 2010, Last of the Mohicans Outdoor Drama, Inc. ha presentado una versión dramática en toda su integridad de El último mohicano adaptada al escenario por el autor Michael Dufault y producida por Steven O'Connor en varias localizaciones del lago George, región de Nueva York.

### Cómics

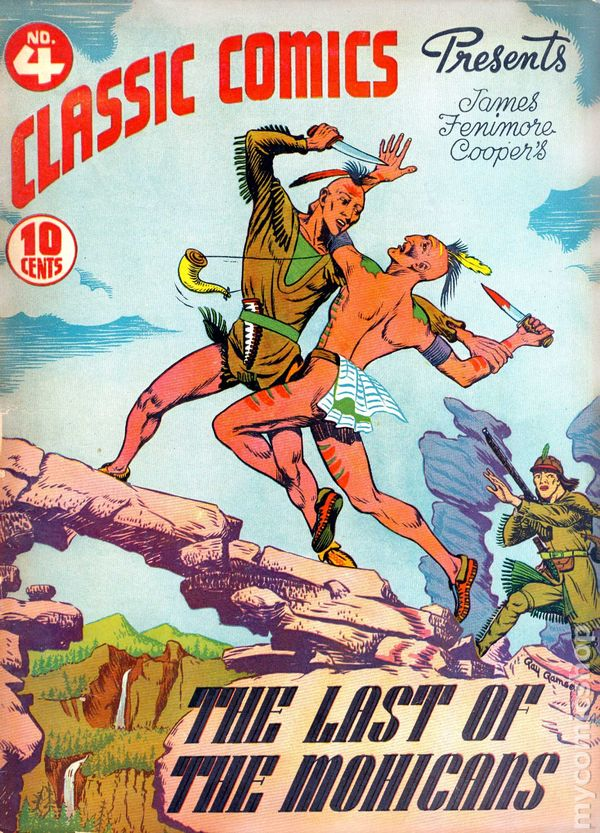
Classics Illustrated, El último mohicano.
Número #4.

Classic Comics #4, The Last of the Mohicans, publicado por vez primera en 1942.
Marvel Comics ha publicado dos versiones de la historia: en 1976 una versión de un número como parte de su serie Marvel Classics Comics (número #13); y en 2007 una miniserie en seis números para comenzar la nueva serie Marvel Illustrated.

### Radio
El último mohicano fue adaptado para la radio en dos episodios, de una hora cada uno, dirigido por Michael Fox y retransmitido por BBC Radio 4 en 1995 (posteriormente en BBC Radio 7), con Michael Fiest, Philip Franks, Helen McCrory y Naomi Radcliffe.

### Televisión
En 1957 se produjo una serie de televisión canadiense, Hawkeye and the Last of the Mohicans, con Lon Chaney, Jr.
La British Broadcasting Corporation (BBC) hizo una serie del libro en ocho capítulos en el año 1971, con Philip Madoc como Magua, Kenneth Ives como Hawkeye y John Abineri como Chingachgook, considerada por algunos como la adaptación mejor y más fiel.
Steve Forrest protagonizó como Hawkeye con Ned Romero como Chingachgook y Donald Shanks como Uncas en una película para televisión de 1977.
En la película y serie de televisión M*A*S*H, el personaje de Benjamin Franklin Pierce fue apodado «Hawkeye» por su padre basándose en el personaje de El último mohicano.

### Animación
En 2004, una serie italiana de televisión de dibujos animados, llamada originalmente L'ultimo dei Mohicani, fue producida por MondoTV y RaiFiction en asociación con The Animation Band y Studio Sek, compuesta de 26 episodios.

### Ópera
En 1977, la Lake George Opera presentó una versión operística, The Last of the Mohicans, del compositor Alva Henderson.

### Parodia
En 2011, El último mohicano fue parodiada en el capítulo The Last of the Meheecans de la popular serie de animación South Park. En este episodio, el personaje de Butters, que se ha perdido en los bosques después de jugar a Patrulla Fronteriza con otros chicos, se encuentra con que es el «último de los Meheecans» (queriendo decir «mexicas» o «mexicanos» en su equipo).

## Observación
- Esta obra contiene una traducción  derivada de «The Last of the Mohicans» de Wikipedia en inglés, publicada por sus editores bajo la Licencia de documentación libre de GNU y la Licencia Creative Commons Atribución-CompartirIgual 4.0 Internacional.